# Махариши Ведик Сити (Ајова)
Махариши Ведик Сити (енгл. Maharishi Vedic City) град је у америчкој савезној држави Ајова. По попису становништва из 2010. у њему је живело 259 становника.

## Демографија
Према попису становништва из 2010. у граду је живело 259 становника.
| Група             | 2000.  | 2010.       |
| Белци             | . (.%) | 241 (93,1%) |
| Афроамериканци    | . (.%) | 6 (2,3%)    |
| Азијати           | . (.%) | 4 (1,5%)    |
| Хиспаноамериканци | . (.%) | 5 (1,9%)    |
| Укупно            | .      | 259         |